# Кастелферато (Кјети)
Кастелферато (итал. Castelferrato) је насеље у Италији у округу Кјети, региону Абруцо.
Према процени из 2011. у насељу је живело 538 становника. Насеље се налази на надморској висини од 148 м.